# Marek Križ
Marek Križ (Krzyżewczanin), (węgr.) Kőrösi Márk, (łac.) Marcus Crisinus (ur. 1580 w Križevci, zm. 7 września 1619 w Koszycach) – święty Kościoła katolickiego, ksiądz, kanonik ostrzyhomski, ofiara prześladowań religijnych okresu wojny trzydziestoletniej, jeden z Koszyckich Męczenników.

## Życiorys
Przypuszczalnie jego prawdziwe nazwisko brzmiało Stjepinac, ale przyjęto nazwisko od miejsca w którym się urodził. Podstawy wiedzy zdobywał w szkole jezuickiej w Grazu, a studia odbył w Collegium Germanicum w Rzymie (1611–1615). Po złożeniu święceń kapłańskich powrócił do kraju i po roku na polecenie kard. Piotra Pazmany rozpoczął pracę dydaktyczną początkowo jako wykładowca, później jako rektor seminarium w Tyrnawie. Od 1618 roku administrował benedyktyńskim opactwem na terenie dzisiejszej dzielnicy Koszyc w Szeplaku (Siplak). Po wybuchu wojny wspólnie z Stefanem Pongraczem prowadził ośmiodniowe rekolekcje. Po otwarciu bram miasta przez kalwinów dla oddziałów Gabora Bethlena dowodzonych przez Jerzego Rakoczego początkowo chciano wymordować wszystkich miejscowych katolików. Ostatecznie na śmierć skazani zostali kapłani. W nocy z 7 na 8 września uwięzionych księży próbowano nakłonić do apostazji, a następnie poddano torturom. Marek Križ, który był najstarszym ze straconych męczenników został ścięty toporem razem z Melchiorem Grodzieckim.
Beatyfikowany 15 stycznia 1905 roku w Rzymie przez papieża Piusa X wraz z współtowarzyszami męczeństwa, a kanonizowany z Melchiorem Grodzieckim i Stefanem Pongraczem 2 lipca 1995 roku w Koszycach przez Jana Pawła II.
W ikonografii przedstawiany jest w stroju kanonickim. Jego relikwie znajdują się od 1636 roku w kościele w Tyrnawie.
Jego wspomnienie obchodzone jest w dzienną rocznicę śmierci.